# Кравченко, Алексей Ильич

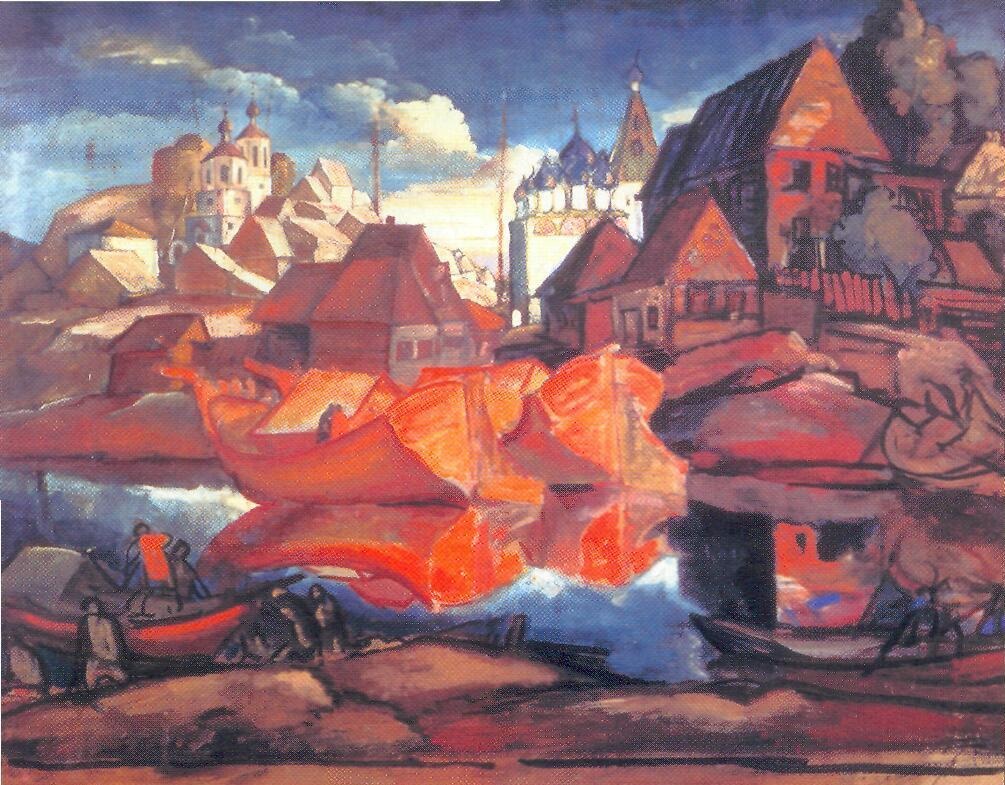
А. И. Кравченко, Древний русский город. Красные струги.

Алексе́й Ильи́ч Кра́вченко (30 января [11 февраля] 1889, Покровская слобода, Самарская губерния — 31 мая 1940[…], Москва) — русский, советский художник, живописец и график, иллюстратор. Завоевав изначально признание как живописец, был больше известен как график и иллюстратор. Живописные работы, написанные им после революции 1917 года, были впервые показаны в 1973 году в залах Академии художеств СССР в Москве. Такие его работы, как «Поцелуй» (1929) и «Индийская сказка» (около 1926), утвердили за ним место одного из самых выдающихся романтических живописцев и колористов своего поколения.

## Биография
Родился в крестьянской семье; отец умер, когда мальчику было три года. Первым учителем рисования был приезжий иконописец в местной церкви. В 1896 году поступил в Духовное училище. В 1900 году переехал в Москву, учился в частном коммерческом училище. В 1904 году поступил в Училище живописи, ваяния и зодчества, где учился в мастерских под руководством А. Е. Архипова, К. А. Коровина, В. А. Серова, А. М. Васнецова. В 1905 году в связи с революционными событиями училище было закрыто, Кравченко уехал в Мюнхен продолжать образование в студии Шимона Холлоши. В 1906 году возобновил занятия в училище. Много путешествовал по России, в 1908 году получил премию И. И. Левитана за пейзаж «В уральской деревне».
Совершил путешествие по Италии и Греции, изучая монументальную живопись. Его итальянские и русские пейзажи получили высокое общественное признание на выставках «Союза русских художников», «Мира искусства» и «Содружества московских художников» в 1911 году. Несколько работ Кравченко этого периода были куплены для императорской коллекции в Эрмитаже в Санкт-Петербурге. В 1912 году избран действительным членом Московского товарищества художников, его живописные работы были приобретены Румянцевским музеем и Третьяковской галереей. В 1913 году вместе со скульптором В. А. Ватагиным направлен Академией художеств в Индию и на Цейлон, что послужило вдохновением для серии работ. Возвращаясь из Индии, останавливался в Японии, где изучал японскую гравюру.
В сентябре 1915 года женился на Ксении Тихановой, впоследствии ставшей искусствоведом, автором книг о творчестве Петра Кончаловского, Александра Куприна, Сергея Конёнкова.
В начале Первой мировой войны Кравченко прикомандирован к 1-му дворянскому санитарному отряду в качестве фотокорреспондента и художника. Его рисунки и фотографии с фронта печатались в газетах и журналах.

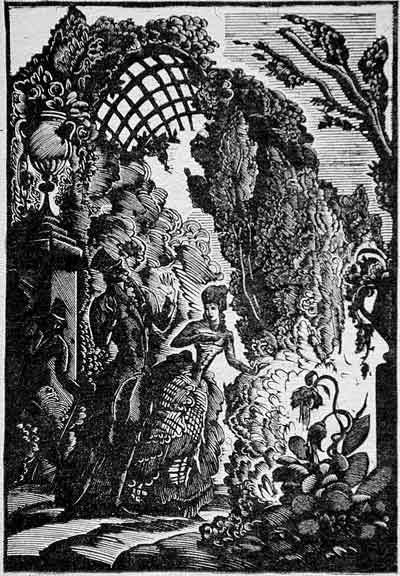
Иллюстрация к повести Э. Т. А. Гофмана «Повелитель блох». 1922. Ксилография

В 1916 году в Саратове родилась дочь Наталия. В 1918 году отец Ксении Степановны Степан Тиханов казнён ЧК, и семейная собственность конфискована. Кравченко с женой и дочерью жили в Саратове до 1921 года, где он заведовал Радищевским художественным музеем, организовал графический факультет и стал его деканом. Выполнял декорации к спектаклям, занимался плакатом и монументальной пропагандой. В 1921 году по возвращении в Москву приобрёл известность как мастер гравюры и офорта.
В 1925 году на Международной выставке декоративного искусства и художественной промышленности в Париже А. И. Кравченко была присуждена высшая награда Grand Prix.
Осенью 1925 года уехал с женой в Италию, работал в Венеции, Флоренции, Сан-Джиминьяно, Пизе, Риме. В 1927 году в Париже открыл персональную выставку в галерее Леона Пишона «Катр Шемен».
Занимался организацией графических выставок в Москве и Ленинграде. В 1929 году Всесоюзное общество культурной связи с заграницей (ВОКС) и Внешторг командировали Кравченко в Нью-Йорк для организации раздела «Современное искусство Советской России» на Международной выставке искусств и художественной промышленности. По заказу нью-йоркского издательства «Ашуц» выполнил серию гравюр на дереве «Нью-Йорк».
В 1935 году назначен профессором Московского института изобразительных искусств.
31 мая 1940 года скончался в мастерской в Николиной Горе. Похоронен на Новодевичьем кладбище.
Работы Кравченко находятся в Государственной Третьяковской галерее в Москве, в Русском музее в Петербурге, в Саратовском художественном музее.
Картины Алексея Кравченко редко появляются на русских торгах домов Кристис и Сотбис. Дороже всех оценена его картина «Индийская сказка», проданная аукционным домом Сотбис в Нью-Йорке 4 ноября 2010 года за 1 482 500 долларов США.

## Стиль
Графический стиль Кравченко может быть охарактеризован как неоромантический гротеск, впечатляющий своей динамикой, сложными контрастами, вдохновенной изобразительностью. Исходя из этого, он наиболее успешно иллюстрировал писателей-романтиков (таких как Николай Гоголь, А. С. Пушкин, Э. Т. А. Гофман, Виктор Гюго, Стефан Цвейг). Он предпочитал технику гравюры на дереве и исполнил в этой технике одни из своих самых успешных иллюстраций. В их ряду иллюстрации к повести Гоголя «Портрет» (1929), к сказке Гофмана «Повелитель блох», «Маленьким трагедиям» Пушкина и др. Он широко использовал рисунок, линогравюру, офорт. Он автор лирически-интимной не иллюстративной серии графических работ об Италии (смешанная техника, 1925—1926) и Париже (смешанная техника, 1926); обе серии находятся в Государственной Третьяковской галерее в Москве.
Живопись Кравченко сильно отличается от графики по тональности и настроению. Часто лирическая, эротическая и откровенно чувственная палитра поздних работ Кравченко обладает безудержной свободой, рождённой ощущением абсолютно личного самовыражения. Несмотря на то, что он продолжал писать на протяжении всей жизни, Кравченко никогда не выставлял свою живопись, опасаясь обвинения в «буржуазном формализме».

## Выставки
- 1922 — Русская выставка в Германии и Голландии (совместно с А. Архипенко, М. Шагалом, П. Филоновым, Н. Габо, Эль Лисицким, К. Малевичем, И. Пуни, О. Розановой, В. Татлиным);
- 1924 — Нью-Йорк, «Выставка русского искусства» (совместно с Л. Бакстом, М. Добужинским, С. Чехониным;)
- 1924 — 14-я Международная выставка в Венеции
- 1925 — Лос-Анджелес (совместно с К. Сомовым и В. Васнецовым)
- 1925 — Париж (совместно с В. Кандинским, В. Маяковским, Л. Поповой, А. Родченко, В. Степановой)
- 1927 — Выставка советского искусства в Японии
- 3-я Международная выставка декоративных искусств в Милане
- Выставки советской графики в Голландии и Швейцарии
- Выставка гравюр Кравченко, В. Фаворского и Д. Штеренберга в Вене.
- 1928 — Выставка советской графики в Англии (гравюры «Безработная» и «Волга» приобретены Британским музеем)
- 1934 — 19-я Международная выставка в Венеции
- Выставка советского искусства в Филадельфии
- Выставка советской графики в Китае
- 1937 — Международная выставка искусств и техники в Париже

## Посмертные выставки
- 1944 год — Австрия, Вена.
- 1956 год — Москва, Ленинград, Киев.
- 1958 год — Пекин.
- 1973 (Москва) Академия Художеств СССР: Алексей Ильич Кравченко. Живопись Графика.
- 1989 (Москва) Государственная Третьяковская Галерея: Алексей Кравченко. К 100-летию со дня рождения.
- 1989 (Москва) Выставочный зал союза художников СССР, Кузнецкий Мост 11: Алексей Кравченко. К 100 летию со дня рождения.
- 2008 (Москва) Галерея «Наши Художники»: Алексей Кравченко. Грани романтизма http://www.kournikovagallery.com.
- 2009 (Москва) Государственная Третьяковская галерея: Алексей Кравченко. Живопись Графика https://web.archive.org/web/20110716175228/http://www.tretyakovgallery.ru/en/calendar/root5601724/root56017241828/.
- 2010 (Лондон) Пушкинский Дом: Алексей Кравченко.

## Книги и публикации
- Алексей Кравченко: Грани романтизма: Каталог выставки в галерее «Наши Художники». М.: Петрониус, 2007. ISBN 978 5 91373 0060.
- Разумовская С. В. Алексей Кравченко. М.: Советский художник, 1962.
- Разумовская С. В. Алексей Кравченко. 1889—1940. 2-е изд. М.:Изобразительное искусство, 1986.
- Панов М. Ю. А. И. Кравченко / Московский клуб экслибристов. М.: Книга, 1969. — 60 с.: ил. — (Книжные знаки мастеров графики).
- Докучаева В. Н. Рисунки Алексея Кравченко. М.: Советский художник, 1974.
- Базыкин М. Книжные знаки А. И. Кравченко. М., 1924.
- В. Г. Азаркович. Алексей Кравченко. // Искусство Советского Союза. Ленинград: «Аврора», 1982, 1985. С.302-315.
- Сапего И. Г. А. И. Кравченко: Альбом / И. Г. Сапего; Сост. Н. А. Кравченко; Худ. Т. Н . Руденко. М.: Книга, 1986. — 160 с. — (Мастера советского книжного искусства)
- Кеменов В. С. Алексей Кравченко: Живопись, станковая гравюра, книжная иллюстрация. Л.: Аврора, 1986.
- Золотинкина Ирина. Неизданная книга ботаника Х: История одного иллюстрационного цикла художника Алексея Кравченко // Наше наследие. — 2006. — № 77. — С. 106—113.
- Саворовская А. А. Повесть А. В. Чаянова «Необычайные, но истинные приключения графа Фёдора Михайловича Бутурлина…» и иллюстрации А. И. Кравченко // Питання літературознавства. — 2013. — № 87. — С. 253—264.
- Каталог выставки «К 120-летию со дня рождения». М., 2009. ISBN 5-900395-54-5.